# Jean-François Lamour
Jean-François Lamour (; n. 2 februarie 1956, Paris, Franța) este un fost scrimer francez specializat pe sabie. A fost ministru al Sportului din 2002 până la 2004, apoi ministru al Tineretului și Sportului din 2004 până la 2007.

## Carieră
A început să practice scrima la vârsta de opt ani în mansarda maestrului Augustin Parent la Maisons-Alfort, în suburbiile Parisului. La vârsta de 15 ani a câștigat campionatul național pentru categoria speranțe (minimes). A fost selecționat în lotul național în 1977. În același an a cucerit titlul național de seniori, primul dintr-o serie record de 13.
A participat la Jocurile Olimpice din 1980 de la Moscova, dar s-a întors cu mâinile goale, fiind învins în al doilea tur. Cariera sa a luat avânt la competițiile internaționale după ce maghiarul László Szepesi a devenit antrenorul federal în anul 1982: Lamour a fost laureat cu aur succesiv la Jocurile Olimpice din 1984 și din 1988. A devenit și campion mondial în anul 1987.
După ce s-a retras din activitatea sportivă a urmărit o carieră în politica: a fost consilier tehnic însărcinat cu sportul pe lângă Jacques Chirac, mai întâi la Primăria orașului Paris (1993–1995), apoi la Președinția Franței (1995–2002). În anul 2002 a fost numit ministru al Sportului până la 2004, apoi ministru al Tineretului și Sportului până la 2007. Din același an este deputat în Parlamentul Franței din partea UMP.
Este căsătorit cu fosta floretistă Isabelle Spennato, în prezent președintă al Federației Franceze de Scrimă.

## Legături externe
- Pagină Web lui Jean-François Lamour la Adunarea Națională a Franței